# フジワラファーム
有限会社フジワラファームは、北海道日高郡新ひだか町静内御園274に所在する、競走馬（サラブレッド）の生産、育成を行う牧場である。
「有限会社フジワラ・ファーム」として日本中央競馬会（JRA）に登録する馬主でもある。勝負服の柄は青、黄襷、袖黄二本輪で、冠名は特に用いない。

## 概要
1958年に藤原昭三によって創業。
現在は生産から中期育成、馴致、後期育成までを一貫して行う総合牧場となっている。2010年代に入ってからは重賞勝ち馬を毎年のように送り出し、2017年には生産者リーディングで10位にランクインしている。
2017年時点で繁殖牝馬を約60頭繋養し、約20名のスタッフが所属している。

## 施設
出典：
- 生産部門
- 中期育成部門
- 長期育成・休養部門
  - 屋根付き馬場（1周600mダートコース）
  - 坂路馬場（1200mウッドチップコース）
  - ウォーキングマシーン（2基）等

## 代表者
- 代表取締役：藤原俊哉[6]

## 主な生産馬
括弧内は当該馬の優勝重賞競走、太字はGI級競走。
- コクサイプリンス（1975年京都新聞杯、菊花賞）[7][8]
- カシマウイング（1987年アルゼンチン共和国杯、1988年アメリカジョッキークラブカップ、京都記念）[7][9]
- プリンセススキー（1987年ラジオたんぱ杯3歳牝馬ステークス）[7][10]
- チェリーコウマン（1992年ウインターステークス）[7][11]
- ウイングアロー（1998年名古屋優駿、グランシャリオカップ、ユニコーンステークス、スーパーダートダービー、2000年フェブラリーステークス、ブリーダーズゴールドカップ、ジャパンカップダート、2001年ブリーダーズゴールドカップ）[7][12]
- コスモリアライズ（2000年兵庫ジュニアグランプリ）[7][13]
- セフティーエンペラ（2004年福島記念）[7][14]
- ロングプライド（2007年ユニコーンステークス）[7][15]
- イイデケンシン（2007年全日本2歳優駿）[7][16]
- オールザットジャズ（2012年・2013年福島牝馬ステークス）[7][17]
- アンバルブライベン（2014年京阪杯、2015年シルクロードステークス）[7][18]
- アクティブミノル（2014年函館2歳ステークス、2015年セントウルステークス）[7][19]
- サウンドスカイ（2015年兵庫ジュニアグランプリ、全日本2歳優駿）[7][20]
- レーヌミノル（2016年小倉2歳ステークス、2017年桜花賞）[7][21]
- メイショウスミトモ（2017年シリウスステークス）[7][22]
- マイティティー（2017年ブリーダーズゴールドカップ）[7][23]
- エテルナミノル（2018年愛知杯）[7][24]
- サトノフェイバー（2018年きさらぎ賞）[7][25]
- ランスオブプラーナ（2019年毎日杯）[7][26]
- ワイドファラオ（2019年ニュージーランドトロフィー、ユニコーンステークス、2020年かしわ記念）[7][27]
- エーポス（2020年フィリーズレビュー）
- セットアップ（2023年札幌2歳ステークス）[28]
- ワイドラトゥール（2025年愛知杯）
- ランスオブカオス（2025年チャーチルダウンズカップ）

## 主な繋養馬
- チェリーコウマン
- オールザットジャズ
- レーヌミノル
- エテルナミノル
- エーポス
- チアフルスマイル